# Ulrike Lunacek
Ulrike Lunacek (* 26. května 1957 Kremže) je rakouská politička, která v roce 2020 působila jako státní tajemnice pro kulturní záležitosti v druhé vládě kancléře Sebastiana Kurze. Je členkou rakouské strany Zelení – Zelená alternativa, která je součástí celoevropské Strany zelených.
V letech 2009 až 2017 byla poslankyní Evropského parlamentu. Během tohoto období zastávala funkci místopředsedkyně, byla členkou frakce Zelení/Evropská svobodná aliance (Greens/EFA) a vedoucí delegace rakouských Zelených v Evropském parlamentu. Působila jako zpravodajka pro Kosovo, spolupředsedkyně meziskupiny pro práva LGBTI a členka Výboru pro zahraniční věci, přičemž byla náhradnicí ve Výboru pro občanské svobody, spravedlnost a vnitřní věci.
V roce 2017 byla vedoucí kandidátkou Zelených ve volbách do rakouského Národního shromáždění, v nichž její strana utrpěla historickou porážku a poprvé od roku 1983 nezískala žádný poslanecký mandát. Lunacek následně odstoupila ze všech domácích i evropských politických funkcí.

## Život
V letech 1975 až 1983 navštěvovala Univerzitu v Innsbrucku a zde vystudovala tlumočnictví anglického a španělského jazyka. Mezi lety 1984 až 1986 pracovala jako referentka pro Organizaci ženské solidarity ve Vídni. Poté byla redaktorkou Jižního magazínu (Südwind-Magazin) a tiskovou mluvčí Informačního servisu pro rozvojovou politiku (ÖIE). Byla činná jako tlumočnice, žurnalistka a referentka na volné noze.
V roce 1994 byla delegátkou nevládních organizací na Mezinárodní konferenci OSN o populaci a rozvoji v Káhiře a o rok později z Vídně koordinovala tiskovou činnost rakouských nevládních organizací účastnících se Čtvrté světové konference o ženách v Pekingu.
Je nadšenou plavkyní, členkou plaveckého klubu SC Diana Wien, byla také spolupořadatelkou EuroGames 2024 ve Vídni.

## Politická kariéra
Její politická kariéra odstartovala v roce 1995 zveřejněním Apelu za rozum, uspořádaným Lesbickým a gay fórem v Palais Auersperg a první kandidaturou za Zelené, jejichž národní ředitelkou byla v letech 1996 až 1998.

### Poslankyně Národní rady (1999–2009)
Mezi lety 1999 a 2009 byla poslankyní a v poslaneckém klubu Zelených mluvčí pro zahraniční a rozvojovou politiku, stejně jako mluvčí pro zrovnoprávnění leseb, gayů a transsexuálů. Od roku 1999 byla také místopředsedkyní zahraničního výboru Národní rady a od roku 2002 navíc předsedkyní Zelených v Hlavním výboru.
Jako první otevřeně lesbická poslankyně v Národní radě byla také členkou Grünen Andersrum, organizace gayů, leseb a transsexuálů uvnitř strany Zelení – Zelená alternativa. Svůj coming-out si prožila v roce 1980 a od roku 1994 žije ve vztahu se svou partnerkou, která je původem Peruánka. Dne 5. května 2006 byla v Helsinkách zvolena mluvčí Evropské strany zelených. V této funkci byla aktivní 3 roky. 

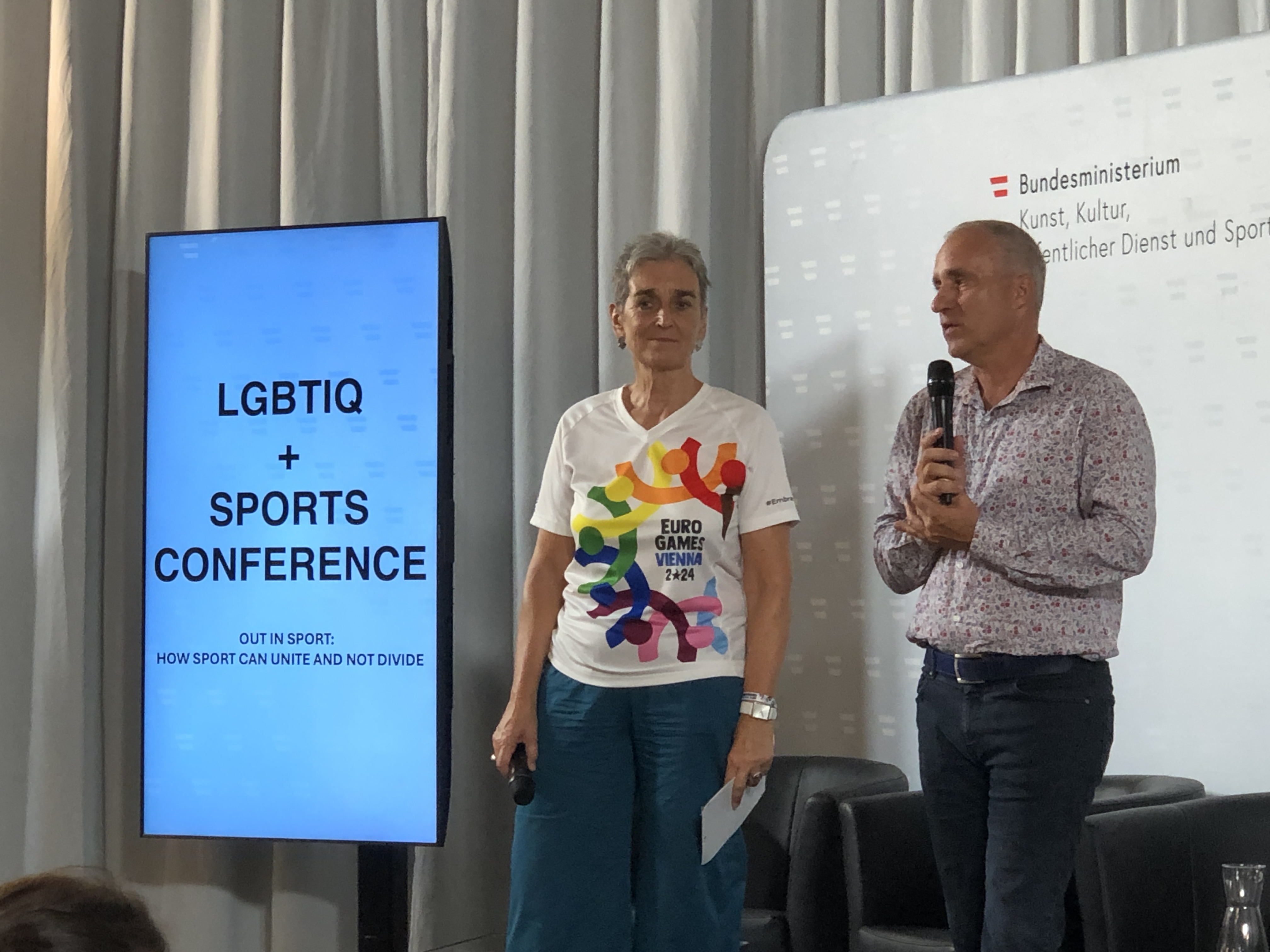
Lunaceková na konferenci LGBTIQ + SPORTS na EuroGames 2024

### Poslankyně Evropského parlamentu (2009–2017)
V roce 2009 se stala místopředsedkyní Zelených v Národní radě Rakouska a byla nominována jako lídryně strany pro evropské volby 2009. Od svého zvolení do Evropského parlamentu byla členkou Výboru pro zahraniční záležitosti, Podvýboru pro bezpečnost a obranu a Delegací parlamentních výborů pro spolupráci EU–Arménie, EU–Ázerbájdžán a EU–Gruzie. Účastnila se rovněž Delegace parlamentního shromáždění Euronest a byla zpravodajkou Evropského parlamentu pro Kosovo.
Jako spolupředsedkyně Výboru Evropského parlamentu pro práva LGBTI osob se zasazovala o práva leseb, gayů, bisexuálů a transgender osob. Byla rovněž členkou Výboru Evropského parlamentu pro Západní Saharu a Výboru pro práva dětí.
V roce 2011 uvedl týdeník European Voice, že se Lunacek, na doporučení spolupracovníků tehdejší vysoké představitelky Unie pro zahraniční věci a bezpečnostní politiku Catherine Ashtonové, ucházela o funkci vedoucí delegátky Evropské služby pro vnější činnost (ESVČ) v Kosovu. Nakonec jí však bylo sděleno, že jakožto osoba bez diplomatické hodnosti nesplňuje podmínky pro tento post.
Vedla volební pozorovatelské mise Evropské unie při několika příležitostech, mimo jiné při všeobecných volbách v Hondurasu v roce 2013.
V únoru 2013 byla zvolena místopředsedkyní frakce Zelených/Evropské svobodné aliance v Evropském parlamentu, kterou tehdy vedli Rebecca Harmsová a Daniel Cohn-Bendit. Po volbách do Evropského parlamentu v roce 2014 ji frakce nominovala jako kandidátku na post předsedkyně Evropského parlamentu. V následném volebním období zastávala jednu ze čtrnácti funkcí místopředsedkyně Evropského parlamentu, přičemž byla pověřena mimo jiné dohledem nad udělováním Sacharovovy ceny a reprezentací parlamentu ve vztahu k zemím západního Balkánu. Současně byla členkou Koordinační skupiny pro podporu demokracie a volební pozorování (DEG), která dohlíží na činnost volebních pozorovatelských misí parlamentu.
Když v červnu 2014 poskytovala rozhovor při vídeňském průvodu hrdosti stala se terčem útoku kyselinou máselnou, která jí poleptala oděv, vyvázla však bez zranění.

### Kariéra v národní politice
Ulrike Lunacek krátce působila jako státní tajemnice pro kulturu ve vládě kancléře Sebastiana Kurze na počátku roku 2020. V květnu 2020 pod tlakem divadelních ředitelů a umělců na svůj post rezignovala kvůli nedostatečné naléhavosti na znovuotevření kulturních zařízení, i přesto, že byla v Rakousku uvolněna opatření v souvislosti s pandemií COVID-19.

## Politické názory
V roce 2013 Lunacek podpořila nezávazné usnesení o „sexuálním a reprodukčním zdraví a právech“, které mimo jiné vyzývalo k „věkově přiměřené a genderově citlivé sexuální a vztahové výchově … pro všechny děti a dospívající“ a odkazovalo na dokument spoluvytvořený Světovou zdravotnickou organizací, v němž je uvedeno, že některé informace o sexualitě je vhodné přijímat již od 4 let. Po jisté kontroverzi Evropský parlament přijal upravenou verzi usnesení, která prohlásila sexuální výchovu za výlučnou kompetenci členských států. Lunacek označila odpůrce zprávy za „pravicové bigoty“ a prohlásila, že tyto skupiny jsou proti „právu žen na bezpečný a zdravý reprodukční a sexuální život“.
Dne 27. dubna 2017 uvítala propuštění Ramushe Haradinaje, bývalého velitele Kosovské osvobozenecké armády (UÇK). Haradinaj byl srbským prokurátorem pro válečné zločiny obviněn z válečných zločinů a zločinů proti lidskosti a Srbsko dlouhodobě požadovalo jeho vydání. Lunacek vyzvala představitele EU, aby na Srbsko vyvinuli tlak a přiměli ho ke stažení zatykačů.

## Vyznamenání
- Velká zlatá cena za zásluhy o Rakouskou republiku (2009)
- Cena Rosa Courage (2013)[15]
- Čestný odznak za zásluhy o Rakouskou republiku (2019)